# 加勒特 (伊利諾伊州)
加勒特（英語：Garrett）是一個位於美國伊利諾伊州道格拉斯縣的城市。

## 地理
加勒特的座標為39°47′52″N 88°25′31″W / 39.79778°N 88.42528°W，而該地的平均海拔高度為199米（即653英尺）。

## 人口
根據2010年美國人口普查的數據，加勒特的面積為0.35平方千米，當中陸地面積為0.35平方千米，而水域面積為0.00平方千米。當地共有人口162人，而人口密度為每平方千米462.86人。